# Girls/Memphis Bells
Girls/Memphis Bells fu un singolo promozionale del gruppo inglese The Prodigy, pubblicato il 21 giugno 2004.
"Memphis Bells" fu distribuito esclusivamente online attraverso un sito web (ora chiuso). Era disponibile in un'edizione limitata di 5.000 pezzi.

## Lista tracce

### XL recordings 12" vinyl record
A1. "Girls" (4:06)
B1. "Memphis Bells" (4:28)